# Dmitry Konstantinovich, Đại vương công Vladimir
Dmitrii Konstantinovich Suzdalskii (tiếng Nga: Дмитрий Константинович Суздальский), tên gọi trong gia đình (theo ngày sinh, cũng là tên thánh) - Phoma, và tên thánh nhận trước khi chết là Pheodor (1323 hoặc 1324 tại Suzdal — 5/7/1383 tại Nizhny Novgorod, được chôn cất tại nhà thờ Spasskaya) - công tước Suzdal từ năm 1356, Đại vương công Suzdalsko-Nizhegorodskii từ năm 1365. Trong giai đoạn từ năm 1359 tới năm 1362 là người đứng đầu một cách chính thức của các công quốc Nga (đại công quốc Vladimir).
Ông là hậu duệ của công tước Suzdal Andrey Yaroslavich (em trai của Aleksandr Nevskii). Đôi khi còn được gọi là Dmitrii Konstantinovich Starshii, do ông có em trai cùng tên (biệt danh Nogot-móng tay), một vị công tước không có thái ấp riêng của Suzdalsko-Nizhegorodskii.
Sau khi vai trò chính trị của công quốc Tver bị mất đi vào giữa thế kỷ 14 thì các công tước Suzdal tham gia vào cuộc đấu với các công tước Moskva (các hậu duệ của Ivan I Kalita) để tranh giành tước vị Đại vương công của đại công quốc Vladimir. Bố của Dmitrii, công tước Konstantin Vasilievich đã không công nhận tước hiệu Đại vương công Vladimir của con trai út Kalita là Ivan II Krasnyi năm 1353. Sau khi Ivan II chết năm 1359 thì tại Moskva đã không còn một công tước lớn tuổi nào nữa (con trai và là người thừa kế của Ivan II, Dmitrii Donskoy chỉ mới 9 tuổi, các anh em ruột và anh em họ của ông này cũng còn rất nhỏ tuổi). Trong những điều kiện như thế, Dmitrii Konstantinovich đã có thể vượt qua các lãnh chúa Moskva và nhận tước hiệu Đại vương công từ hãn của Kim Trướng hãn quốc. Ba năm cầm quyền của ông là những năm bất ổn, đi đôi với những cuộc tương tàn tại Nga và tại hãn quốc, chính quyền Moskva, dưới sự chỉ đạo của đại giáo chủ Aleksii, vẫn tiếp tục cố gắng đòi hỏi từ các hãn (khi đó liên tục thay đổi) sự công nhận các quyền của "Miti Moskva". Năm 1362, sau chính biến kế tiếp tại hãn quốc thì hãn mới đã tước bỏ tước vụ Đại vương công Vladimir của Dmitrii Konstantinovich và chuyển giao nó cho Dmitrii Ivanovich khi đó mới 12 tuổi. Nhưng chẳng bao lâu sau đó (năm 1365) thì địa vị của các công tước Suzdal cũng được nâng lên thành Đại vương công.
Mối quan hệ thù địch giữa hai vị Đại vương công cùng mang tên Dmitrii còn tiếp tục kéo dài tới năm 1366, khi diễn ra sự hòa giải chính thức và công tước Suzdal đã gả con giái của mình là Evdokia cho vị công tước của Moskva. Sau đó, hai công tước, trong vai trò mới của cha vợ và con rể, đã cùng nhau tiến hành các chiến dịch chống lại Bolgaria Volga, Mordovia và tham gia vào trận chiến trên sông Pyana đầy thảm họa nhằm chống lại những người Tatar của hãn quốc năm 1377. Trên sông Pyana thì con trai của ông là Ioann cũng bị chết.
Năm 1382, trong thời gian chinh phạt của hãn Tokhtamysh đối với Moskva, Dmitrii Konstantinovich đã phản bội Dmitrii Ivanovich Donskoy và gửi các con trai của mình vào quân đội của hãn. Năm sau, ông chết.
Trên thực tế, kinh đô của đại công quốc Suzdal mới thành lập đặt ở Nizhny Novgorod, đã phát triển thịnh vượng trong thời kỳ trị vì của ông. Năm 1372, kremli đầu tiên của Nizhny Novgorod đã được xây dựng bằng đá với một tháp. Tại cửa của kremli này, công tước đã cho xây dựng một trong những đài tưởng niệm quan trọng nhất của biên niên sử Nga cổ đại - biên niên sử Lavrenty (1377).
Dmitrii Konstantinovich là Đại vương công cuối cùng của Vladimir mà không thuộc nhánh Moskva của nhà Rurik. Năm 1606, hậu duệ của Dmitrii Konstantinovich là Vasilii IV Shuiskii đã lên ngôi Sa hoàng của Moskva.

## Con cái
- Vasilii Dmitrievich Kirdyapa, ông tổ của các công tước mang họ Shuiskii sau này.
- Semyon Dmitrievich
- Ioann Dmitrievich, chết năm 1377 trong trận đánh trên sông Pyana.
- Evdokia Dmitrievna, vợ của Dmitrii Donskoy, chết năm 1407.